# Chau Hoi Wah
Chau Hoi Wah (chiń. 周凱華, ur. 5 czerwca 1986) – hongkońska badmintonistka, brązowa medalistka mistrzostw świata, mistrzyni Azji oraz srebrna i dwukrotnie brązowa medalistka, srebrna i wielokrotnie brązowa medalistka igrzysk Azji Wschodniej. Obecnie występuje w grze mieszanej z Lee Chun Hei. W 2016 roku wystąpiła na igrzyskach olimpijskich w Rio de Janeiro.

## Występy na igrzyskach olimpijskich
| Runda        | Partner      | Przeciwnik                   | Wynik               | Osiągnięcie  |              |
| Gra mieszana | Gra mieszana | Gra mieszana                 | Gra mieszana        | Gra mieszana | Gra mieszana |
| ------------ | ------------ | ---------------------------- | ------------------- | ------------ | ------------ |
| Faza grupowa | Lee Chun Hei | Praveen Jordan Debby Susanto | 12–21, 21–19, 15–21 | Faza grupowa |              |
| Faza grupowa | Lee Chun Hei | Zhang Nan Zhao Yunlei        | 16–21, 15–21        | Faza grupowa |              |
| Faza grupowa | Lee Chun Hei | Michael Fuchs Birgit Michels | 21–17, 21–14        | Faza grupowa |              |